# بیمارستان امام مهدی (داریان)
بیمارستان امام مهدی بیمارستانی است درمانی واقع در شهر داریان، استان فارس وابسته به دانشگاه علوم پزشکی شیراز با ظرفیت ۱۰ تخت فعال که در سال ۱۳۹۶ شمسی تأسیس گردید. زمین این بیمارستان در خرداد ماه ۱۳۹۰ به مساحت تقریبی ۱۳۲۰ مترمربع توسط بانوی خیر خانم «گل‌آور» برای ساخت بیمارستان اهدا شد.
بخش‌های فعال این بیمارستان شامل اورژانس، اتفاقات، آزمایشگاه، رادیولوژی، دندانپزشکی و داروخانه است که به صورت شبانه‌روزی فعالیت دارد.